# Trollhammaren
Trollhammaren (Trollowy młot) – minialbum fińskiej grupy Finntroll z płyty Nattfödd, wydany 19 kwietnia 2004 przez Spinefarm Records. Oprócz utworu tytułowego zawiera inne, niepojawiające się na albumie piosenki.

## Lista utworów
Na podstawie materiału źródłowego:
| Nr | Tytuł utworu                              | Polskie tłumaczenie                      | Długość |
| -- | ----------------------------------------- | ---------------------------------------- | ------- |
| 1. | „Trollhammaren”                           | Trollowy młot                            | 3:29    |
| 2. | „Hemkomst”                                | Powrót do domu                           | 3:46    |
| 3. | „Skog”                                    | Las                                      | 3:23    |
| 4. | „Försvinn Du Som Lyser” (wersja metalowa) | Przepadnij ty, który lśnisz              | 2:17    |
| 5. | „Hel Vete”                                | Pełne ziarno, gra słów: Helvete – piekło | 4:14    |
|    |                                           |                                          | 17:09   |